# Бахмацька волость (Конотопський повіт)
Бахмацька волость — історична адміністративно-територіальна одиниця Конотопського повіту Чернігівської губернії з центром у містечку Бахмач. Сформована після анексії Гетьманщини Російською імперією 1782 року. В основному відповідала попередній території Бахмацької сотні Ніжинського полку.
Станом на 1885 рік складалася з 3 поселень, 13 сільських громад. Населення — 13547 осіб (6758 чоловічої статі та 6789 — жіночої), 2383 дворових господарства. Більшість господарств — станових козаків, які зберегли окремий привелійований статус після ліквідації полкового устрою Гетьманщини 1782 і аж до 1920 року.
|                     | Площа, десятин | У тому числі орної, дес. |
| ------------------- | -------------- | ------------------------ |
| Сільських громад    | 16444          | 13251                    |
| Приватної власності | 8516           | 6189                     |
| Іншої власності     | 174            | 148                      |
| Загалом             | 25134          | 19588                    |

Основні поселення волості:
- Бахмач — колишнє державне та власницьке містечко при річці Бахмачка за 30 верст від повітового міста, 4741 особа, 888 дворів, 3 православні церкви, 2 школи, поштове відділення, постоялий двір, 10 постоялих будинків, лавка, базари, щорічний ярмарок, вітряний млин. За 4 версти — залізнична станція з 7 постоялими дворами, постоялим будинком і лавкою. За 4 версти — воскобійний завод.
- Курінь — колишнє державне та власницьке село, 4669 особи, 858 дворів, 3 православні церкви, школа, 7 постоялих будинків, лавка, вітряний млин.
- Тиниця — колишнє державне та власницьке село, 2773 особи, 515 дворів, православна церква, школа, 4 постоялих будинки, лавка, щорічний ярмарок.

1899 року у волості налічувалось 13 сільських громад, населення зросло до 19177 осіб (9784 чоловічої статі та 9393 — жіночої).